# Mouriri muelleri
Mouriri muelleri är en tvåhjärtbladig växtart som beskrevs av Célestin Alfred Cogniaux. Mouriri muelleri ingår i släktet Mouriri och familjen Melastomataceae. Inga underarter finns listade i Catalogue of Life.